# Arhidieceza de Freiburg
Arhidieceza romano-catolică de Freiburg (în latină Archidioecesis Friburgensis) este una dintre cele șapte arhiepiscopii mitropolitane ale Bisericii Romano-Catolice din Germania, cu sediul în orașul Freiburg. În prezent are două dieceze sufragane: Dieceza de Mainz și Dieceza de Rottenburg-Stuttgart.

## Istoric
Arhiepiscopia a fost fondată în anul 1821 prin arondarea unor parohii ale fostei Arhiepiscopii de Konstanz și prin reunirea unor parohii ale altor episcopii. Primul arhiepiscop a fost Bernhard Boll, iar succesorii săi au fost între alții Conrad Gröber și Hermann Schäufele, luptători împotriva regimului nazist.